# Estação Fittja
A Estação Fittja é uma das estações do Metropolitano de Estocolmo, situada no condado sueco de Estocolmo, entre a Estação Alby e a Estação Masmo. Faz parte da Linha Vermelha.
Foi inaugurada em 1º de outubro de 1972. Atende a localidade de Fittja, situada na comuna de Botkyrka.

| Oeste ou norte        |  |              |  | Leste ou Sul                             |
| --------------------- |  | ------------ |  | ---------------------------------------- |
| Alby sentido Norsborg |  | Line 13 (en) |  | Masmo sentido Ropsten metro station (en) |
| editar no Wikidata    |  |              |  |                                          |